# Перводвигатель

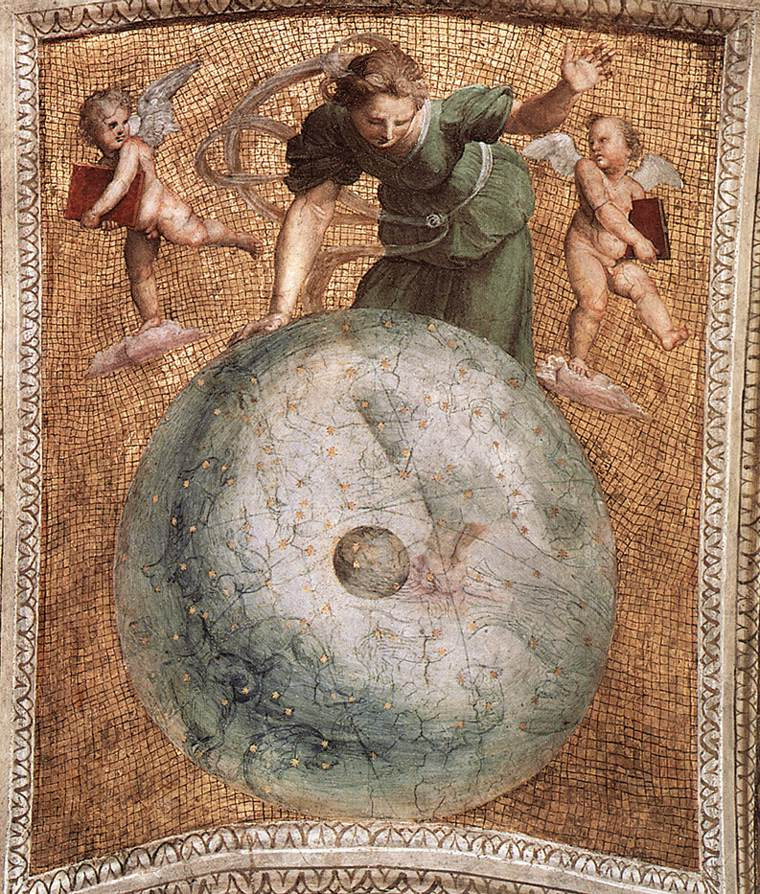
Перводвигатель. Фреска Рафаэля с купола Станцы делла Сеньятура, 1509—1511 годы

Перводвигатель (греч. τὸ πρῶτον κινοῦν, лат. primum movens, дословно — «первое движущее») — центральное понятие космологии Аристотеля. Его учение о перводвигателе представляет собой выделение «движущей причины» применительно к космосу в целом и к метафизическим вопросам в частности. При помощи понятия «перводвигатель» Аристотель стремился объяснить, обосновать вечность мира и целесообразность природы. В своей «Физике» (8-я книга) понятие перводвигателя постулируется им в связи с анализом процесса движения: так как все движущееся-движимое (это понятие на греческом языке заключает в себе оба значения) движимо чем-то, а бесконечная последовательность движущее-движимое невозможна, то возникает необходимость в существовании «первого движущего», самого по себе абсолютно неподвижного. «Первое движимое» у Аристотеля — это сфера неподвижных звезд, соотносительное с ним «первое движущее» находится по ту сторону периферии космоса и не имеет какой-либо определенной величины. Основное противоречие учения о перводвигателе заключается в том, что его существование идет вразрез с аристотелевским пониманием природы как «содержащей источник движения в самой себе» и его же учением об имманентности элементам их «естественного движения». Так, Аристотель в своем трактате «О небе» хотя и упоминал перводвигатель (с. 288, строка 27), однако все же объяснял круговращение неба исключительно как естественное свойство эфира — «пятой субстанции».
В аристотелевской «Метафизике» (12-я книга) перводвигатель выступает в роли трансцендентного «бога» и ценностного «начала», от которого «зависят вселенная и природа». Он и есть та «действительность», необходимо предполагаемая переходом от потенции (возможности) к акту (действию), в этом случае — общемировым становлением и движением, и преобразующая косную материю в энтелехиальный космос. Как энергия и чистая форма (эйдос) он не имеет всякой потенциальности и материальности и потому есть ум (ноос), а так как нематериальность предполагает у него отсутствие «частей» и исключает для него всякую множественность, то он может мыслить только самого себя и в этом самомышлении и состоит его вечная и блаженная жизнь «бога» (с. 1072, строка 24). Так как связь между бестелесным «первым движущим» и телесным «первым движимым» невозможна, то он «движет как объект любовного влечения» (с. 1072, строка 3), к которому все стремится как к конечной цели и высшему благу. От демиурга Платона перводвигатель Аристотеля отличен тем, что он не создал мир когда-то однажды и завершил на этом дело, а постоянно преобразует и актуализирует его в течение целой вечности, тем самым гарантируя его безначальность и бессмертность.

## Значение
Учение о трансцендентном перводвигателе послужило опорной точкой для усвоения философии Аристотеля средневековой христианской и исламской теологией.